# Tacuary Football Club
Il Tacuary Football Club è una società calcistica avente sede nel barrio Jara di Asunción, in Paraguay. Fondata nel 1923, milita nella prima divisione del campionato nazionale.

## Stadio
Il primo campo sportivo del club Tacuary si trovava nel quartiere Jara di Asunción, in un terreno dove oggi sono le vie Ayala Velázquez e República de Siria, a un centinaio di metri a sud dello stadio attuale. 
Dal 1960 la squadra giocò nello stadio "Toribio Vargas", nel quartiere Jara, che poteva contenere 3 000 persone. 
Dal 2002 la squadra si spostò nello stadio "Roberto Bettega", intitolato al giocatore italiano, che si trovava nel quartiere Zeballos Cué di Asunción ed aveva una capienza di 7 000 spettatori. 
Nel maggio del 2014, Francisco Ocampo, proprietario dell'immobile e presidente del club Tacuary, ne annunciò la vendita alla società portuale San Francisco S.A., per poter saldare un debito bancario. Il 18 novembre 2014 venne disputata l'ultima partita tra Tacuary e General Caballero Sport Club, terminata con il risultato di 0-3, per la 29ª giornata del torneo della División Intermedia.
Nell'ottobre del 2018 è stato annunciato che lo stadio sarebbe stato demolito per la costruzione di un ospedale privato.
Nel 2015 il Tacuary tornò nello stadio Toribio Vargas, ma dopo dieci anni di abbandono la struttura non era più agibile, e la squadra dovette essere ospitata da società vicine mentre venivano eseguiti i lavori di ristrutturazione, fino al 22 agosto del 2015 quando poté finalmente giocare in casa la 22ª giornata di campionato.

## Palmarès

### Competizioni nazionali
- División Intermedia: 1

2002
- Terza divisione paraguaiana: 4

1952-1953, 1960-1961, 1982-1983, 1998-1999

### Altri piazzamenti
- División Intermedia:

Terzo posto: 2000, 2021

### Rosa
| N. |                     | Ruolo | Calciatore         |
| -- | ------------------- | ----- | ------------------ |
|    | Paraguay (bandiera) | P     | Roberto Acosta     |
|    | Paraguay (bandiera) | P     | Carlos Servín      |
|    | Paraguay (bandiera) | D     | Gustavo Giménez    |
|    | Paraguay (bandiera) | D     | Nery Bareiro       |
|    | Paraguay (bandiera) | D     | Patrocinio Samudio |
|    | Paraguay (bandiera) | D     | Luciano Vera       |
|    | Paraguay (bandiera) | D     | Pablo Espinoza     |
|    | Paraguay (bandiera) | D     | César Benítez      |
|    | Paraguay (bandiera) | D     | Robert Paredes     |
|    | Paraguay (bandiera) | D     | Cristian Báez      |
|    | Paraguay (bandiera) | C     | Diosnel Burgos     |

| N. |                     | Ruolo | Calciatore      |
| -- | ------------------- | ----- | --------------- |
|    | Paraguay (bandiera) | C     | Lorenzo Silva   |
|    | Paraguay (bandiera) | C     | Reinaldo Ocampo |
|    | Paraguay (bandiera) | C     | Carlos Martínez |
|    | Paraguay (bandiera) | C     | David Villalba  |
|    | Paraguay (bandiera) | C     | Emilio Ibarra   |
|    | Paraguay (bandiera) | C     | Guillermo Vera  |
|    | Paraguay (bandiera) | C     | Daniel Ferreira |
|    | Paraguay (bandiera) | A     | Ariel Núñez     |
|    | Paraguay (bandiera) | A     | Antonio Miño    |
|    | Paraguay (bandiera) | A     | Diego Duarte    |
|    | Paraguay (bandiera) | A     | Cirilo Mora     |

## Giocatori famosi
- Gilberto Palacios